# Stevns Fyr
Stevns Fyr, også kaldet Højerup Fyr, ligger nord for Stevnsfortet. Der er reelt tale om to fyr, idet det første Stevns Fyr, der blev opført i 1816 – 18, stadig ligger i området, mens det nye fyr fra 1877-78 er det aktive og det mest iøjnefaldende af de to.

## Det første fyr
De første fyrtårne i Danmark blev opført omkring 1750, og da man besluttede at opføre et fyr på Stevns, blev det anlagt på Stevns Klint, hvis højde sikrede, at fyrets signaler kunne ses på lang afstand på havet. Derfor var det første Stevns Fyr ikke et opført som et tårn, men blot som en halvrund tilbygning for enden af den embedsbolig, der blev opført til fyrmesteren. Fyret og fyrmesterboligen blev skabt af arkitekten Poul (de) Løvenørn, der også stod bag blandt andet Tunø Fyr, Sprogø Fyr og Christiansø Fyr.
Teknikken i fyret var moderne for sin tid, idet det havde roterende spejl som det blot andet fyr i Danmark efter Christiansø. Man brugte denne teknik, hvor der var størst trafik, og der blev i alt skabt otte af disse roterende spejlfyr i Danmark.
I løbet af det 19. århundrede blev fyrmesterboligen udvidet, og da det nye fyr blev taget i brug, blev det første fyr taget ud af brug. Det er nu fredet.

## Det nye fyr
I 1878 tog man det nye fyr i brug. Denne gang valgte man at bygge et egentligt tårn på 27 meter, skabt af limsten fra den nærtliggende klint. Teknikken i dette fyr er et roterende linseapparat, der oprindeligt fungerede som et urværk med lodder, der skulle trækkes op. I det 20. århundrede blev dette drivværk udskiftet med en elmotor, idet man dog bibeholdt urværket, der så kunne bruges i nødstilfælde.
I begyndelsen var fyrets lys levende baseret på petroleum, hvilket ændredes i 1927, hvor der blev installeret en elektrisk pære. Fyret er nu fjernstyret og blinker med et langt blink hvert 25. sekund.
Det nye fyr blev fredet i 2002.

## Andre anvendelser
Stevns Klint og Stevns Fyr har haft strategisk betydning i forhold til forsvaret af Sydøstsjælland. Således var der befæstningsanlæg med skanser og kanoner i nærheden i det 18. århundrede, og skansen blev fortsat anvendt under Englandskrigene i begyndelsen af det 19. århundrede.
I 1901 anlagde man en raketredningsstation ved fyret, hvor man opretholdt en fast kystvagt. Dette blev fulgt op i 1928 med etableringen af en radiopejlingsstation på fyret. I slutningen af anden verdenskrig opsatte de tyske besættere en flyledelsesstation, hvorfra man også søgte at pejle allierede fly ud fra deres radiosignaler.
Under den kolde krig blev der behov for at holde sig orienteret om Warszawapagtens militære operationer i indsejlingen til Østersøen samt etablere et forsvar mod eventuel aggression, og her blev Stevns en vigtig lokalitet. Dette indebar blandt andet, at flyvevåbnet etablerede eskadrille 543 med et batteri med HAWK-raketter og tilhørende radaranlæg på stedet.
Efter den kolde krigs afslutning er behovet for militær tilstedeværelse på Stevns ikke længere til stede på samme måde, og eskadrille 543 blev nedlagt i 2002. Dette medførte, at adgangen til området omkring fyret, der med tilstedeværelsen af de militære anlæg var lukket for offentligheden, igen er åbnet i stort omfang og det er også muligt at besøge fyret.
Søværnet opretholdt indtil 2011 en udkigspost ved fyrets fod, og denne bygning er i dag museum.

## Fyrets fremtid
Indtil 2009 var Stevns Fyr ejet af Farvandsdirektoratet, hvorpå Skov- og Naturstyrelsen overtog bygningerne. Stevns Kommune har lejet bygningerne og har åbnet for adgang med gradvis mere omfattende åbningstider. Der arbejdes med planer om at skabe Stevns Fyrcenter med udstillinger om historien og naturen omkring klinten.

## Galleri
- Stevns Fyr og det tidligere militærområde.
- Stevns Fyr og det tidligere militærområde.